# Pennisetum alopecuroides
Pennisetum alopecuroides är en gräsart som först beskrevs av Carl von Linné, och fick sitt nu gällande namn av Spreng.. Pennisetum alopecuroides ingår i släktet borstgräs, och familjen gräs. Inga underarter finns listade i Catalogue of Life.

## Bildgalleri

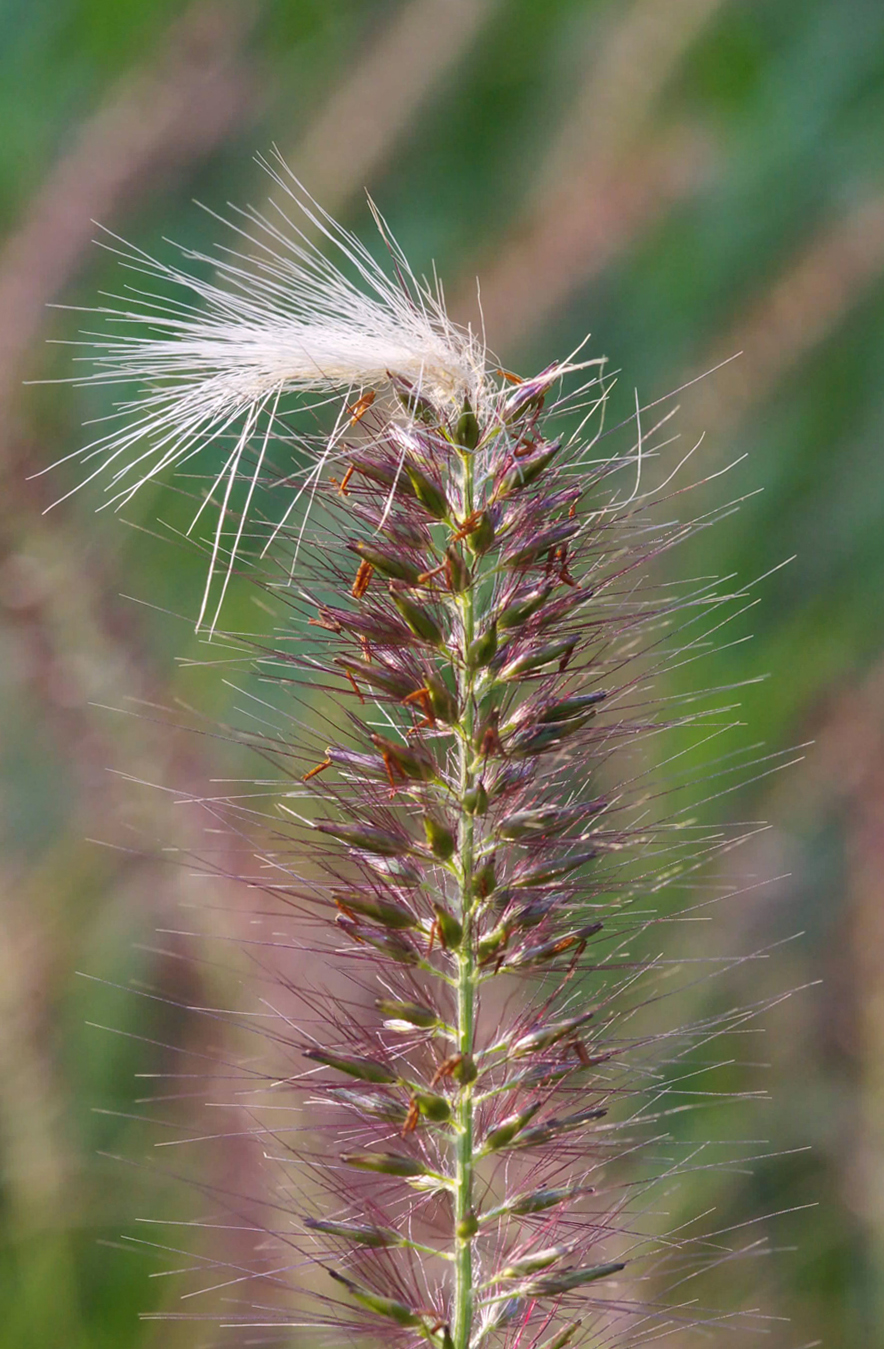
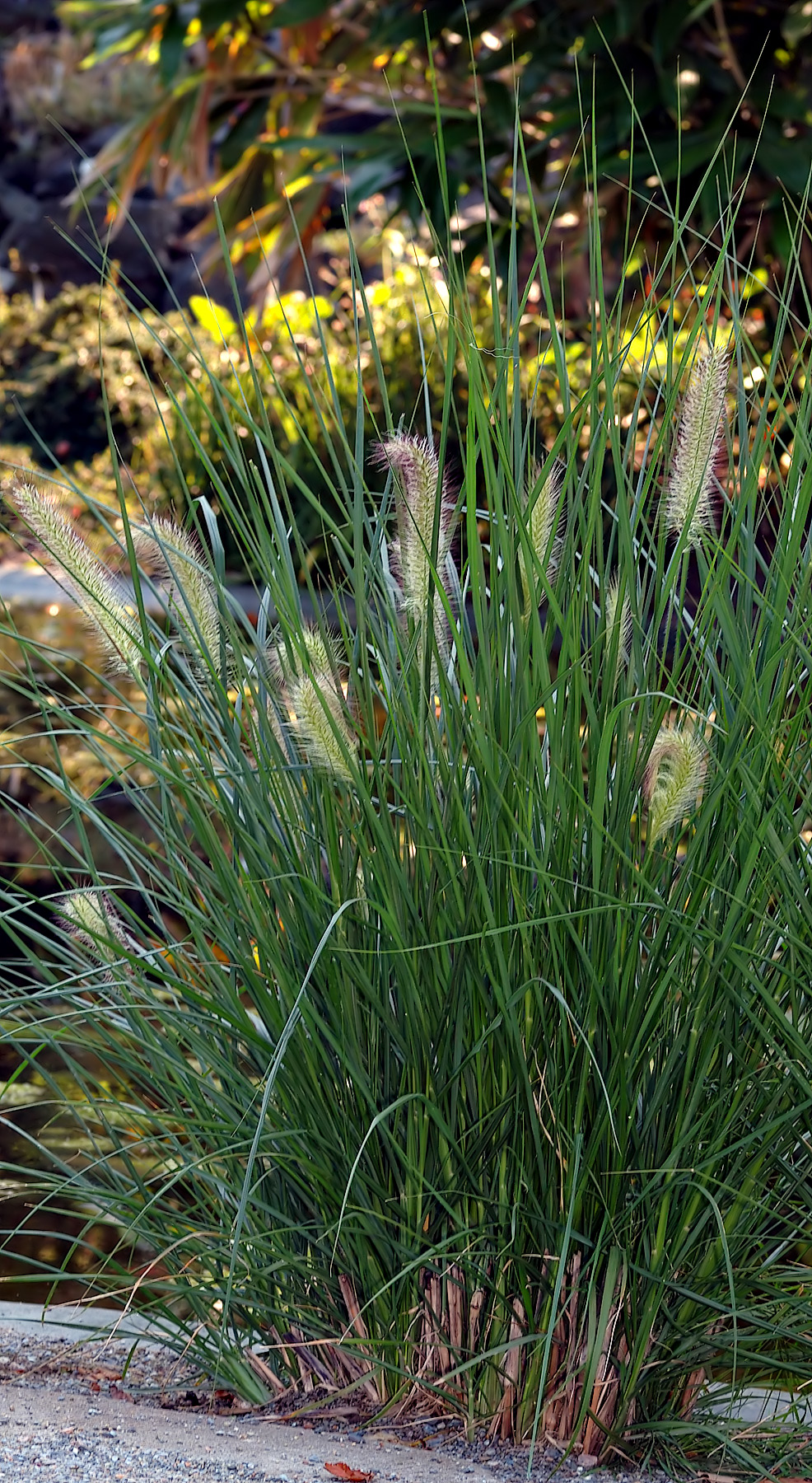
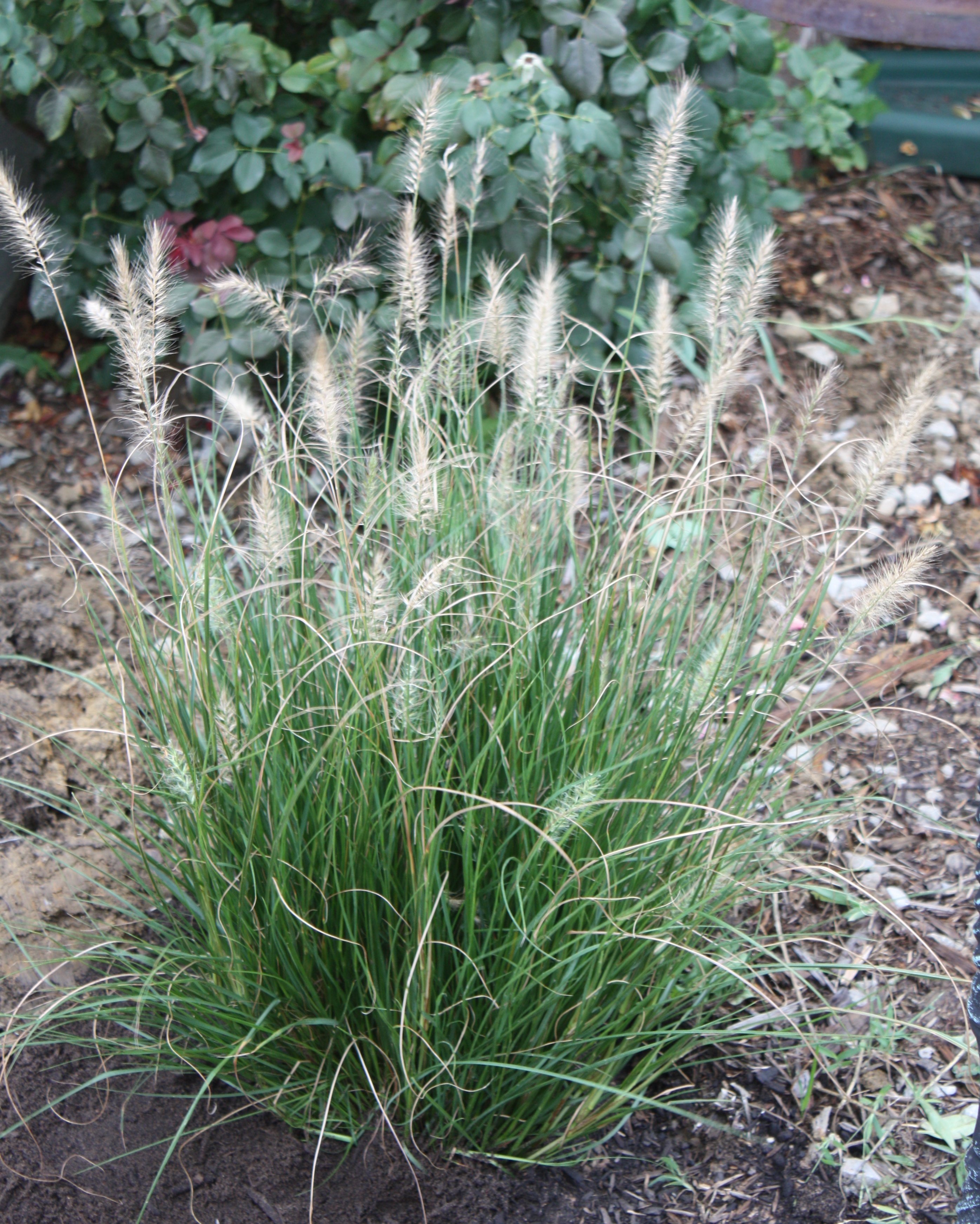
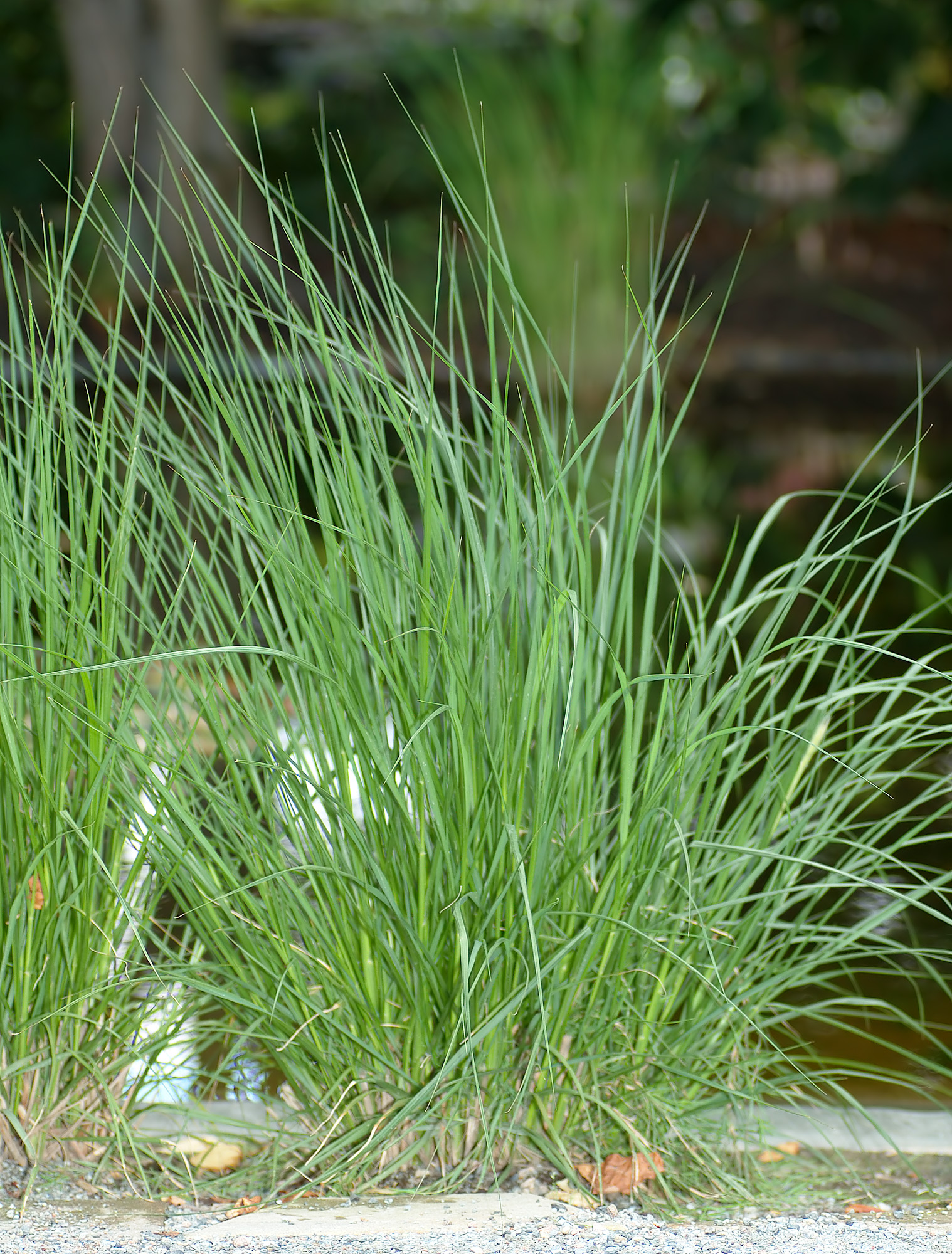
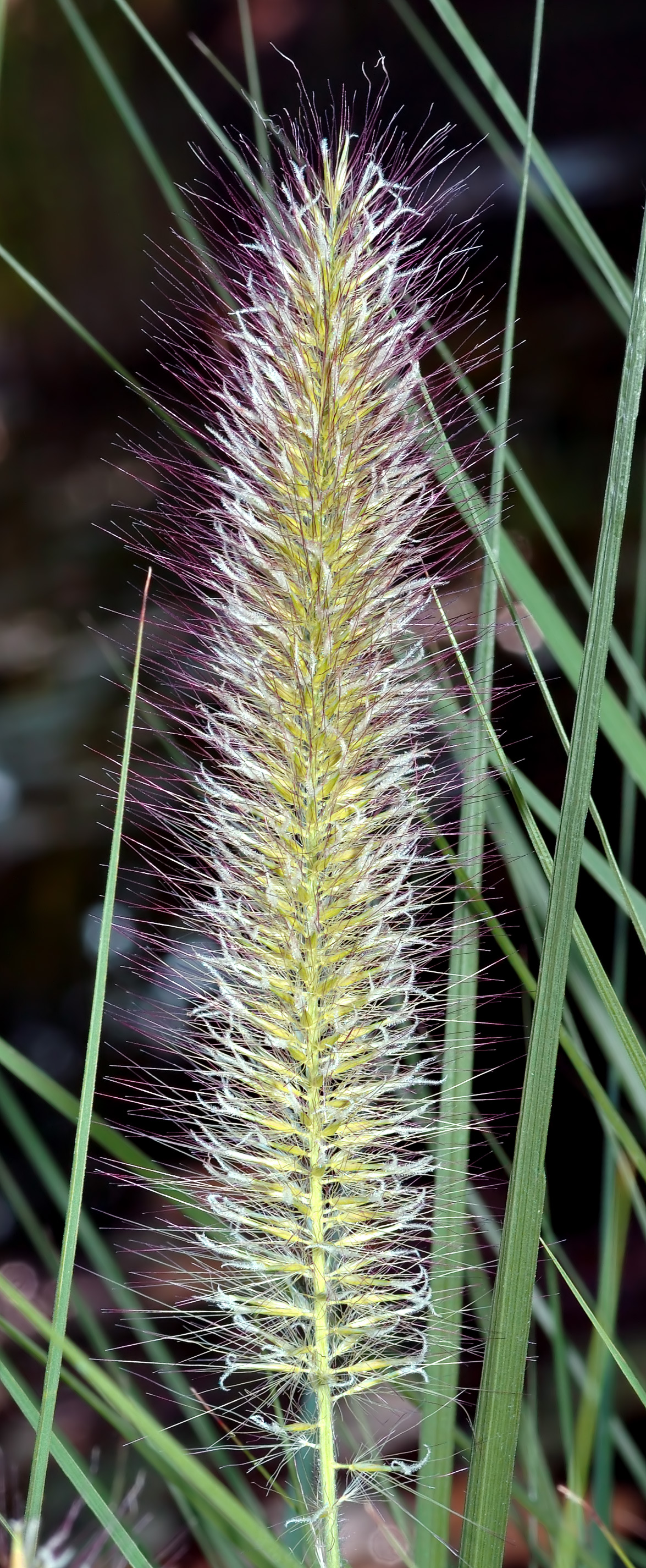
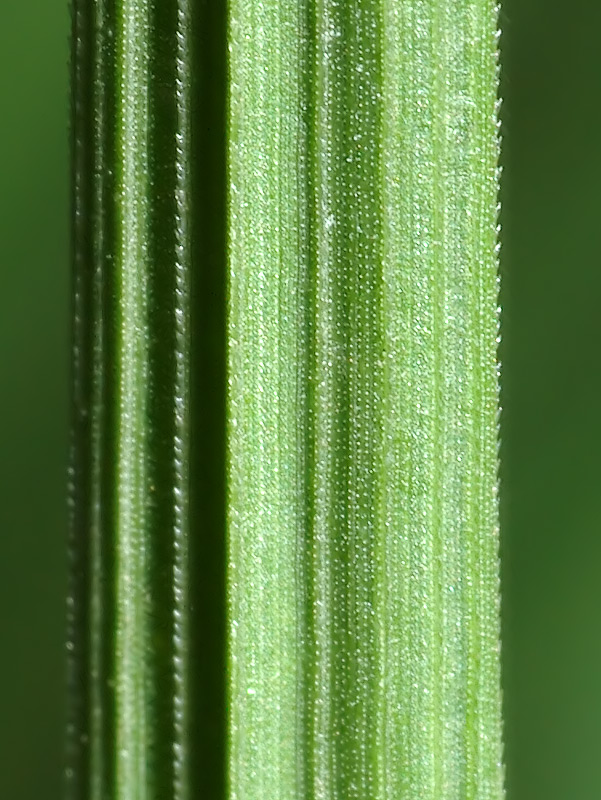